# 미우 미우 (배우)
미우미우(Miou-Miou, 1950년 2월 22일 ~ )는 프랑스의 배우이다. 《밤이여 안녕》 (1979)으로 세자르 여우주연상을, 《Nettoyage à sec》 (1997)으로 뤼미에르 여우주연상을 수상했다.

## 출연 작품
- 우리 아빠는 해결사 (1973)
- Les Granges brûlées (1973)
- 고환 (1974)
- 어 지니어스, 투 파트너스 앤드 어 둡 (1975)
- On aura tout vu (1976)
- 2000년에 25살이 되는 조나 (1976, Jonas qui aura 25 ans en l'an 2000)
- Dites-lui que je l'aime (1977)
- Les Routes du sud (1978)
- 밤이여 안녕 (1979, La Dérobade)
- 모파상 (1982, Guy de Maupassant)
- 우리들 사이 (1983)
- 개같은 세상 (1984)
- 이브닝 드레스 (1986, Tenue de soirée)
- 책 읽어주는 여자 (1988, La Lectrice)
- 밀루의 어떤 5월 (1990, Milou en mai)
- 토탈 라이즈 (1991, La Totale !)
- 제르미날 (1993)
- 탱고 (1993, Tango)
- 도시 속의 인디언 (1994)
- 제8요일 (1996)
- Nettoyage à sec (1997)
- 모든 게 괜찮을 거야 (2000, Tout va bien, on s'en va)
- 엘르 (2011, Elles)
- 광적인 평화 (2004, Folle Embellie)
- 결혼 (2004, Mariages !)
- 리비에라 (2005, Riviera)
- 가족의 영웅 (2006, Le Héros de la famille)
- 수면의 과학 (2006)
- 에이브릴 (2006, Avril)
- 할로 저택의 비극 (2008, Le Grand Alibi)
- 미아와 거인 미구 (2008, Mia et le Migou)
- 더 콘서트 (2009)
- Une petite zone de turbulences (2010)
- Quand je serai petit (2012)
- 사랑은 타이핑 중! (2012)
- Landes (2013)
- 어레스트 미 (2014)
- 가족이 되기까지 (2018, Pupille)
- La Monnaie de leur pièce (2018)
- 더 라스트 머시너리 (2021)